# Amasaman

Amasaman är en ort i södra Ghana, belägen norr om Accra. Den är huvudort för distriktet Ga West, som tillhör regionen Storaccra, och folkmängden uppgick till 3 305 invånare vid folkräkningen 2010.